# Une part manquante
Pour plus de détails, voir Fiche technique et Distribution.
Une part manquante est un film dramatique français et belge réalisé par Guillaume Senez et sorti en 2024,.

## Synopsis
Jérôme, dit « Jay », est un ancien cuisinier qui s'est reconverti en chauffeur de taxi à Tokyo afin de retrouver sa fille, Lily, qu'il n'a plus vue depuis neuf ans car, séparé de sa compagne, mais refusant de divorcer, cette dernière et sa famille lui interdisent de l'approcher. Ils ont dit à Lily que son père est parti. 
Alors qu'il s’apprête à vendre son logement et à retrouver son père en France, il croit reconnaître sa fille alors qu'elle monte dans son taxi, mais Lily ne le reconnaît pas car elle ne l'a pas vu depuis ses 3 ans. Jay va tout faire pour nouer le contact, de sorte qu'ils aient enfin des souvenirs communs. 
Pour ce faire, il va jusqu'à détourner le taxi de la compagnie qui l'a licencié (c'est donc considéré comme du vol) et passer une après-midi et une soirée avec sa fille qui aurait dû se trouver à l'école. Apres une journée d'escapade à la plage, Lily lui demande de rester. Le lendemain, la police vient interpelle Jérôme ; après une incarcération de plusieurs semaines, la justice nippone lui propose un accord : quitter immédiatement le Japon ou être emprisonné pour une peine de 10 ans.
Dans l'avion, Jérôme regarde les messages sur son portable, il clique sur un « FindMe » et comprend qu'il s'agit d'une appli de géolocalisation (installée par Lily en toute hâte au moment de son arrestation) elle y a mis le selfie où ils sont tous les deux pour indiquer où elle se trouve, en temps réel ; il sourit. 
Dans une séquence du générique de fin, on retrouve Lily à son cours de natation synchronisée ; elle est en pause, regarde l'appli, voit que son père arrive à Paris et elle sourit également, visiblement émue.

## Fiche technique
Sauf indication contraire, les informations mentionnées dans cette section peuvent être confirmées par les bases de données cinématographiques IMDb et Allociné,  présentes dans la section « Liens externes ».
- Titre original : Une part manquante
- Réalisation : Guillaume Senez
- Scénario : Guillaume Senez et Jean Denizot
- Musique : Olivier Marguerit
- Décors : Takeshi Shimizu
- Costumes : Julie Lebrun
- Photographie : Elin Kirschfink
- 1er Assistant Réalisateur : Franck Morand
- Son : Virginie Messiaen, Sabrina Calmels et Franco Piscopo
- Montage : Julie Brenta
- Production : Jacques-Henri Bronckart et David Thion
  - Production associée : Philippe Martin et Tatjana Kozar
  - Production déléguée : Hiroto Ogi
- Sociétés de production : Les Films Pelléas, Savage Film et Versus Production
- Sociétés de distribution : Haut et Court et Be For Films
- Pays de production :  France et  Belgique
- Langue originale : français et japonais
- Format : couleur
- Genre : Drame
- Durée : 98 minutes
- Dates de sortie :
  - Canada : 9 septembre 2024 (Festival international du film de Toronto)
  - France : 
    - 13 octobre 2024 (Mâcon)
    - 13 novembre 2024 (en salles)

## Distribution
- Romain Duris : Jay
- Judith Chemla : Jessica
- Mei Cirne-Masuki : Lily
- Yumi Narita : Keiko Nomura, mère de Lily
- Shungiku Uchida : la grand-mère de Lily
- Patrick Descamps : le père de Jay
- Shinnosuke Abe : Yu

## Production
Le réalisateur s'inspire du cas de Vincent Fichot.